# حملة الخليج العربي 1809
حملة الخليج العربي 1809 هي عملية قامت بها البحرية الملكية البريطانية لإجبار القواسم على وقف غاراتهم على السفن البريطانية في الخليج العربي وخاصة على السواحل الفارسية والعربية من مضيق باب السلام. كان نجاح العملية محدودًا بسبب مشاركة القوات البحرية الملكية في الحروب النابليونية فلم تتمكن من قمع الأساطيل القوية لقواسم رأس الخيمة والشارقة بشكل دائم. تحققت الأهداف قصيرة الأجل من خلال تدمير ثلاث قواعد للقواسم وأكثر من 80 سفينة بما في ذلك أكبر سفينة للقواسم في المنطقة وهي مينرفا. على الرغم من أن العمليات استمرت حتى عام 1810 إلا أن البريطانيين ظلوا غير قادرين على تدمير كل سفن القواسم واستأنفت الهجمات في عام 1811 وإن كان أقل كثافة من ذي قبل.
على الرغم من تميز هذا العصر بالقرصنة إلا أن مؤرخي الإمارات على وجه الخصوص يختلفون فيما حدث لا سيما حاكم الشارقة الحالي سلطان بن محمد القاسمي في كتابه: «خرافة العرب القراصنة في الخليج». الحجة المضادة هي أن القواسم قوة بحرية قوية مستقلة وكان موضوع العدوان البريطاني هو محاولة فرض سلطتها وحليفها العماني على طرق التجارة المهمة إلى العراق والهند.
كانت العملية ضد القواسم عبارة عن حملة مشتركة من البحرية الملكية وأسطول شركة الهند الشرقية مع تجنيد جنود من حامية بومباي. قوة التدخل السريع التي يقودها الكابتن جون وينرايت في الفرقاطة البحرية إتش إم إس تشيفون تم توزيعها على المنطقة في أعقاب تصعيد الهجمات على السفن البريطانية في الخليج العربي بعد تأسيس البعثات الدبلوماسية الفرنسية في مسقط وطهران في 1807. هذه الهجمات لا تهدد فقط العلاقات التجارية البريطانية في المنطقة ولكن أيضا وضعت العلاقات البريطانية مع عمان وبلاد فارس في خطر في الوقت الذي كانت فيه الطموحات الفرنسية ضد الهند البريطانية مدعاة للقلق من قبل الحكومة البريطانية.
نظرا لأن الخرائط المتاحة في الخليج العربي غير دقيقة أو ناقصة في ذلك الوقت فإنه في استطاعة سفن القواسم الاختفاء من سرب وينرايت في مداخل مجهولة وقد ذكر وينرايت هذه المشكلة لدى عودته التي أدت إلى تحسين رسم الخرائط البريطانية للمنطقة.

## الخلفية
في أوائل القرن التاسع عشر كان المحيط الهندي حلقة وصل هامة في طرق التجارة من الهند البريطانية إلى المملكة المتحدة والسفن التجارية لشركة الهند الشرقية التي عبرت بانتظام المحيط وهي تحمل بضائع قيمتها بملايين الجنيهات. كانت بومباي من أهم الموانئ التجارية الهندية على الساحل الغربي من شبه القارة الهندية ومركزا هاما للتجارة الإقليمية بصلاته مع الموانئ العربية والفارسية في الخليج العربي. تم تسمية السفن التي تبحر في الخليج العربي ب«سفن البلاد» وكانت أصغر بكثير وأضعف من سفن شركة الهند الشرقية الكبيرة. حافظت بريطانيا منذ فترة طويلة على وجودها البحري في المنطقة ولكن اندلاع الحروب النابليونية في عام 1803 حول الكثير من القوة البريطانية في المحيط الهندي إلى المستعمرات الهولندية في رأس الرجاء الصالح وجاوة والقواعد الفرنسية في البونابرتية والفرنسية وترك الخليج العربي وبحر العرب في عزلة إلى حد كبير. بالإضافة إلى ذلك كان هناك حاجة لسفن تحمي سفن شركة الهند الشرقية عبر المياه المعادية في الخليج وهي جزء من الأسطول الخاص الملقب ب«بومباي البحرية».
مثل البحرية الملكية فقد انتشرت بومباي البحرية عبر آلاف الأميال من المحيط وغالبا ما تركت سفن البلد في الخليج العربي معزولة. بما أن المغيرين الفرنسيين نادرين في الخليج فقد عادت بعض سفن البلاد في قوافل وبالتالي أصبحت هدفا للسفن الشراعية والبغلات التي تعمل من موانئ مستقلة أو شبه مستقلة في بلاد فارس أو على طول شبه الجزيرة العربية. في عام 1805 قام أسطول القواسم بالقبض على السفينتين الكبيرتين شانون وتريمر حيث استطاعت قوارب القواسم الصغيرة من احتشاد السفن التجارية الكبيرة وذبح طاقمها. قام القواسم بتحويل سفينة تريمر إلى سفينة قراصنة هائلة. عندما حاولت السفينة الحربية مورنينغتون التي تحمل 24 مدفع استعادة سفينة تريمر بعد بضعة أشهر فقد هاجمتها ما يقرب من 40 سفينة للقواسم وتمكنت مورنينغتون فقط من الهرب قبل تدميرها.

### فشل المساعي الدبلوماسية
بسبب الافتقار إلى القوات البحرية المتاحة لإطلاق حملة كبيرة في الخليج العربي فقد حاولت السلطات البريطانية استخدام المساعي الدبلوماسية لانهاء التهديد. في فبراير 1806 وقع السلطان العماني الشاب سعيد بن سلطان معاهدة في بندر عباس لوضع حد للهجمات التي تنتطلق من أرضه ولكن بحلول عام 1807 كان الفرنسيون قد قاموا بتثبيت قنصليتهم في طهران ومسقط والهجمات استمرت بلا هوادة. في عام 1807 قرر اللورد مينتو الحاكم العام للهند إرسال سفراء إلى إمبراطورية السيخ وأفغانستان وبلاد فارس في محاولة لضمان دعمهم ومنع الفرنسيين من كسب الحلفاء على الحدود الغربية للهند. كجزء من هذه الحملة الدبلوماسية أوعز إلى السفير إلى بلاد فارس مناقشة المشكلة مع الحكومة الفارسية ولكن نظرا للنفوذ الفرنسي في طهران فلم يتمكن من الحصول على أي ضمانات.
تم تكليف بعثة دبلوماسية ثانية التي بعثت من لندن في عام 1808 برئاسة هارفورد جونز لمناقشة هذه المسألة مرة أخرى حيث قرر جونز السفر إلى بوشهر في إيران عن طريق البحر. القافلة الدبلوماسية تتألف من الفرقاطة نيريد وسفينتين شراعيتين وقاربي سيلف وسابفير. قاد القافلة الكابتن روبرت كوربيت الذي رفض انتظار القوارب البطيئة عند الوصول إلى الخليج العربي. وصلت نيريد إلى بوشهر في 14 أكتوبر 1808. أكمل جونز رحلته برا. عاد كوربيت جنوبا إلى مضيق باب السلام متوقعا الالتقاء بالقوارب في رحلة عودته. في 21 أكتوبر اكتشف القواسم القارب سيلف واستولوا عليه وذبحوا طاقمها. كان كوربيت قادر على استعادة السفينة في وقت لاحق ثم انضم للقارب سابفير الذي أجرى مسح على الساحل الفارسي ولكن أظهرت العملية أن القراصنة كانوا يسيطرون على جنوب الخليج العربي.

### القواسم في بحر العرب
في أبريل 1808 على الرغم من نشر السفينة الخطية إتش إم إس ألبيون والفرقاطة إتش إم إس فايتون وإتش إم إس ديدينيوز في الخليج العربي إلا أن مراكب القواسم الشراعية ظهرت قبالة كجرات حيث داهمت السفن في ميناء سورات قبل طردهم من قبل سفن بومباي البحرية. في وقت لاحق من هذا العام ظهر أسطول ضخم يتكون من 50 قرصان في السند وبحر العرب الذي تسبب في فوضى عارمة في التجارة الإقليمية. هاجم أسطول السفن التجارية على طول الساحل الهندي واحتجزوا سفينة البلاد الكبيرة مينرفا وذبحوا طاقمها وحولوها إلى سفينة قراصنة. في أوائل عام 1809 كانت التقديرات تشير إلى أن قوات القواسم في الخليج العربي وبحر العرب يضم 50 بغلة كبيرة وأكثر من 800 مركب شراعي يعمل بها 19 ألف شخص في مقابل سفينتين وهما مورنينغتون وتيغنماوث.

## العمليات البريطانية
في أعقاب الغارة على السند وبعد موسم الرياح الموسمية في عام 1809 قررت السلطات البريطانية في الهند تقديم عرض كبير للقوة ضد القواسم في محاولة ليس فقط لتدمير قواعدهم وسفنهم الكبيرة ولكن أيضا للتصدي لتشجيع الفرنسيين لهم من سفارتيهم في بلاد فارس وسلطنة عمان. تجمعت القوات في بومباي خلال فصل الصيف وهي عبارة عن سفينة حربية تابعة لشركة الهند الشرقية ومورنينغتون وأورورا وتيرنيت وميركوري ونوتيلوس وبرينس أوف ويلز وأرييل وفيوري بالإضافة إلى قاذفة القنابل سترومبولي وفرقاطات البحرية الملكية إتش إم إس كارولين تحت قيادة تشارلز غوردون وتشيفون تحت قيادة جون وينرايت الذي تم وضعه في قيادة قوة التدخل السريع الكاملة مع رتبة مؤقتة وهي الكومودور. استكملت القوة باستعارة قوات من حامية بومباي بما في ذلك كتيبة القدم 65 وكتيبة القدم 47 وتشكيلة من مشاة البحرية والمهندسين ورجال المدفعية وجنود في شركة الهند الشرقية تحت قيادة لفتنانت كولونيل ليونيل سميث من 65.
غادرت قوة التدخل السريع بومباي في 17 سبتمبر معتزمة الالتقاء في مسقط في الأسبوع التالي. ومع ذلك فقد تأخرت القوة بشكل متكرر أثناء مرورهم أولا مع توفير الحراسة لقوافل سفن البلاد في بحر العرب وفي وقت لاحق لإنقاذ الناجين من سترومبولي التي انهارت في المحيط مع غرق طاقمها. عندما وصلت القوة في نهاية المطاف مسقط في شهر أكتوبر أبلغ سلطان بن سعيد وينرايت أن أكثر من 20 ألف محارب بدوي نزلوا على الساحل للانضمام إلى القواسم. فهم أن الحملة البرية الطويلة ستكون مستحيلة بوجود القوات المتاحة لذا قرر وينرايت القيام بغارات صغيرة ضد قواعد القراصنة في منطقة مضيق باب السلام بدءا من رأس الخيمة إلى الشمال من المضيق على الساحل العربي.

### معركة رأس الخيمة
وصل الأسطول البريطاني قبالة بلدة رأس الخيمة المستقلة في 11 نوفمبر وتم اكتشاف سفينة مينرفا وأسطول من المراكب في الميناء. أبحر أسطول القراصنة في البداية لمهاجمة البريطانيين ولكنهم تراجعوا بسبب وضوح حجم قوة التدخل السريع الكبير. فشلت منيرفا في العودة إلى الميناء بنجاح وتحطمت على الرمال وقام طاقم السفينة باشعال النيران فيها لمنع طاقم سفينة تشيفون من الاستيلاء عليها. على البر قام القواسم وحلفائهم البدو (الذين كانت أعدادهم غير معروفة ولكن كانوا أقل من 20 ألف) بتشكيل سلسلة من خطوط الدفاع وزرعها في جميع أنحاء المدينة التي كانت محمية من القصف البحري عن طريق الرمال التي منعت سفن وينرايت الحربية الثقيلة من الاقتراب منها. في 12 نوفمبر نشر وينرايت السفن الصغيرة على مقربة من الشاطئ لقصف المدينة وتوفير غطاء لقواته البحرية.
في الساعة 02:00 من يوم 13 نوفمبر هبط سربين من قوارب السفينة البرمائية: هبطت قوة صغيرة تحت قيادة اللفتنانت صموئيل ليزلي إلى الشمال من الموقع للتشتيت بينما هبطت القوة الرئيسية في الجنوب تحت قيادة اللفتنانت كولونيل سميث. استطاع ليزلي تشتيت المدافعين العرب واستطاع الاتجاه إلى الجنوب للقيام بهجمة مرتدة هامة على موطئ قدم سميث. أطلقت النيران من مدافع القوارب والسفن على مناطق العرب وأمر سميث رجاله للمضي قدما مع أسلحتهم المثبت عليها الحربة إلى المدينة ومطاردة العرب بيتا بيتا. لتغطية تقدمهم قام رجال سميث بإشعال النيران في البيوت التي دخلوها مما أدى إلى تجمع الأدخنة التي استطاع من خلالها سميث اقتحام والاستيلاء على قصر الشيخ.
مع تأمين الميناء فقد أمر وينرايت السرب في الخليج العربي بإحراق سفن القواسم البالغ عددها أكثر من 50 سفينة بما في ذلك 30 بغلة كبيرة. قام سميث بتأمين المدينة بنفسه وحرق المخازن ودمر مخازن الذخيرة والتحصينات حول المدينة. القوات العربية التي تراجعت بعد سقوط القصر سخرت من البريطانيين من على التلال المحيطة بها ولكنهم لم يقوموا بأي هجمة مرتدة. بحلول صباح 14 نوفمبر اكتملت العملية بنجاح وعادت القوات البريطانية لسفنهم بعد أن منيوا بخسائر خفيفة عبارة عن مقتل 5 وإصابة 34. الخسائر العربية غير معروفة ولكن ربما كانت كبيرة في حين أن الأضرار التي لحقت بأساطيل القواسم شديدة: أكثر من نصفها دمرت في رأس الخيمة.

### عمليات أخرى
في 17 نوفمبر أمر وينرايت بالهجوم على مدينة بندر لنجة الفارسية مما أدى إلى فرار سكانها عند وصول الأسطول البريطاني وقامت سفن وينرايت بإحراق 20 مركب دون معارضة أو إصابات. كشف عن المزيد من الاستكشاف على الساحل الجنوبي حيث أن معظم المرافئ كانت فارغة. كان الهدف الرئيسي لوينرايت هو لفت في جزيرة قشم المعقل الرئيسي للقواسم. قام إرسال السفن لمنع الدخول في قناة قشم وقام باستئجار بحارة محليين ونزل على المدينة في 26 نوفمبر. بعد مفاوضات غير مثمرة مع الشيوخ المحليين أمر وينرايت بالهجوم في 27 نوفمبر الساعة 14:00 حيث هبطت قوات سميث دون مقاومة. مع افتراض فرار العدو فإن رجال سميث اقتربوا من القلعة في المدينة وأطلقوا العنان للنيران الكثيفة عليهم حيث وصلت القوات البريطانية البوابة. على الرغم من الخسائر الفادحة فقد كان سميث قادر على حشد قواته وبدعم من مدفعية سفينة فيوري اضطر الحصن للاستسلام عند غروب الشمس بعد أن أعطي الشيخ ضمانات بأنهم لن يتعرضوا له للأذى أو الأسر. احترقت أحد عشر سفينة عربية كبيرة من قبل أطراف الهبوط البريطاني في حين عانت قوة التدخل السريع من إصابة 70 في المعركة في الحصن. قدرت الخسائر العربية بأكثر من 50 شخصا قتلوا في الحصن فقط.
تم تعيين الشيخ ديوار حاكما على الجزيرة من قبل البريطانيين وانسحبت قوات وينرايت إلى مسقط في أوائل ديسمبر. تجمع السرب مجددا بحلول عيد الميلاد. تم القيام بعملية واحدة فقط وهي هجوم ناجح في 3 يناير 1810 ضد شناص التي ثارت ضد السلطان سعيد واستعادوها له بسرعة. على الرغم من أن العمليات البحرية ضد السفن الصغيرة المحلية الفردية استمرت في عام 1810 إلا أن الجزء الرئيسي من سرب وينرايت عاد إلى بومباي في يناير بعدما أنهوا مهمتهم بنجاح وهي إلحاق أضرار كبيرة على قوات القواسم في الخليج العربي.

## آثار ما حدث
نجحت العملية في تحقيق هدفها وهو الحد من النفوذ الفرنسي في عمان وفي ثني القوى السياسية في المنطقة من تشجيع الهجمات على السفن البريطانية ولكنهم كانوا غير قادرين على وقف نشاط القواسم تماما في الخليج العربي. بحلول عام 1811 تم تحويل جزء كبير من القوات البحرية الملكية وشركة الهند الشرقية في المحيط الهندي إلى جاوة مما أدى إلى عودة القواسم على الرغم من أن الإجراءات التدميرية كانت أضعف من ذي قبل ونادرا ما ضلوا الطريق إلى بحر العرب. في نهاية المطاف لم يكن في قدرة الدولة العثمانية التي استولت على المدينة المنورة في عام 1812 السيطرة على قبائل شبه الجزيرة العربية. التدخل البريطاني لاحقا سواء العسكري أو الدبلوماسي أدى إلى انخفاض في معدل التهديد بشن هجمات خلال القرن التاسع عشر.
الحملة كان لها تأثير كبير على رسم الخرائط البريطانية للمنطقة. ذكر وينرايت أن الخرائط المتاحة في الخليج العربي كانت غير دقيقة أو ناقصة وبالتالي سمح لسفن القواسم بالاختفاء في مداخل مجهولة. أدركت بحرية بومباي منذ فترة طويلة بوجود هذه المشكلة وتم تحديث المخططات في المنطقة في السنوات التي سبقت الحملة تحت قيادة ديفيد أوين بارثولوميو الذي كان على ظهر السفينة سابفير خلال مهمة كوربيت للمنطقة والذي نشر هذه الخرائط والرسوم البيانية المحدثة في عام 1810 كرد فعل على وجود هذه المشاكل.